# Автошлях Т 1912
Автошля́х Т 1907 — автомобільний шлях територіального значення у Сумській області. Пролягає територією Шосткинського та Ямпільського районів через Шостку — Ямпіль. Загальна довжина — 20 км.

## Маршрут
Автошлях проходить через такі населені пункти:
| Автошлях Т 1907    |        |
| Сумська область    |        |
| Шосткинський район |        |
| Шостка             | Т 1908 |
| Миронівка          |        |
| Ямпільський район  |        |
| Паліївка           |        |
| Усок               |        |
| Привокзальне       |        |
| Ямпіль             | Т 1915 |